# Gaius Claudius Canina
Gaius Claudius Canina war ein römischer Staatsmann im ersten Drittel des 3. Jahrhunderts v. Chr.
Laut den Konsularfasten war er Sohn eines Marcus und Enkel eines Gaius. Sein cognomen grenzt ihn von den anderen Zweigen der verzweigten gens Claudia ab; er könnte aber wegen der gleichlautenden Filiation ein Bruder des Konsuls von 287 v. Chr., Marcus Claudius Marcellus, sein.
Sein erstes Konsulat, aus dem keine Ereignisse überliefert sind, erreichte er mit Marcus Aemilius Lepidus im Jahr 285 v. Chr. Zum zweiten Mal wurde er 273 v. Chr. gemeinsam mit Gaius Fabius Licinus Konsul und triumphierte am 17. Februar 272 v. Chr. über Lukaner, Samniten und vermutlich Bruttier. 273 wurden die Kolonien Cosa und Paestum gegründet; außerdem kamen ptolemäische Gesandte nach Rom, um Freundschaft (amicitia) zu schließen.
Über Caninas weiteres Leben oder Nachkommen ist nichts bekannt. Der Militärtribun Gaius Claudius, der im Jahr 264 v. Chr. Messana erobern konnte und so den Ersten Punischen Krieg auslöste, könnte sein Sohn gewesen sein.